# Васко Попа
Васіле «Васко» Попа (29 червня 1922 — 5 січня 1991) — сербський поет румунського походження.

## Життєпис

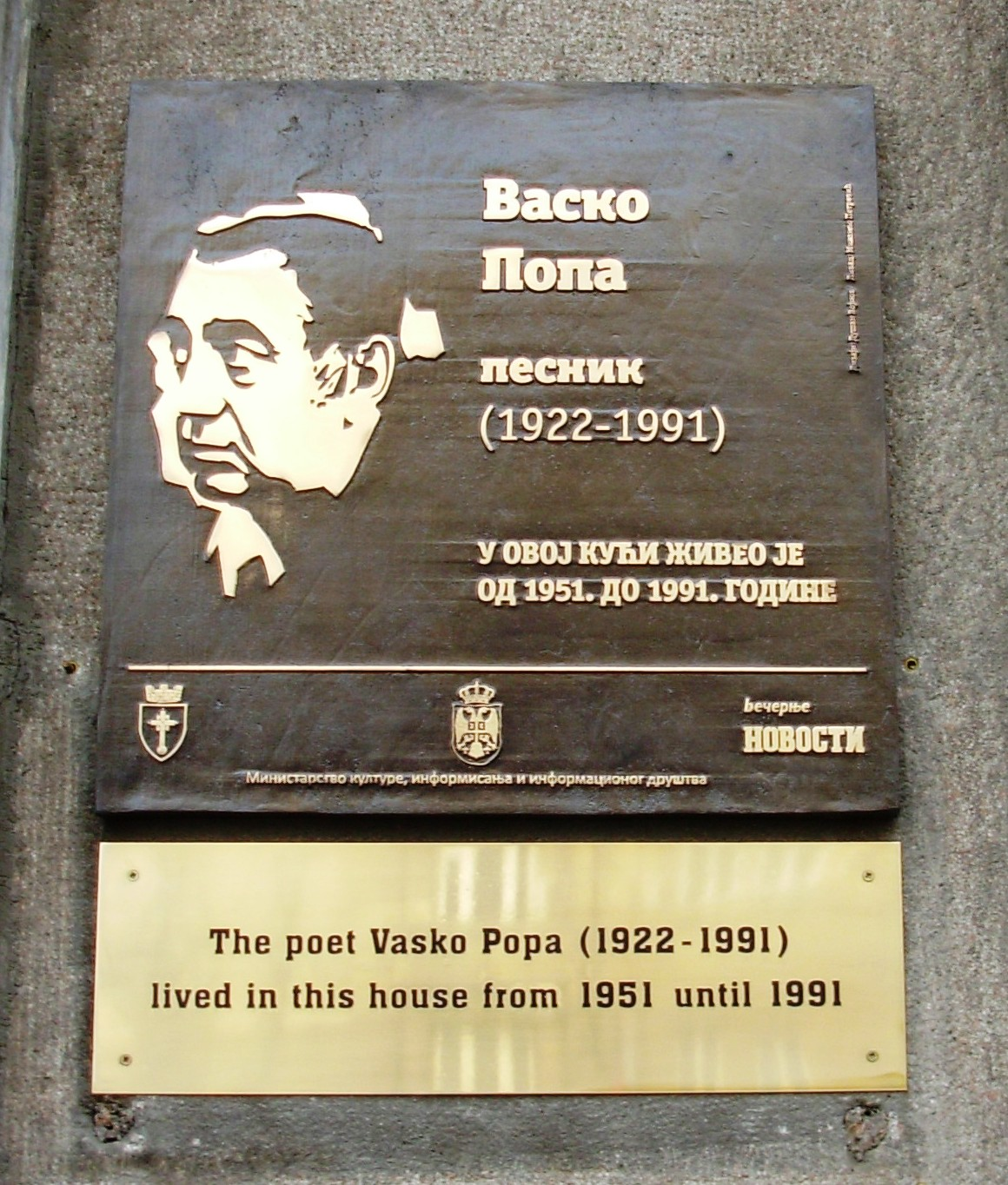
Васко Попа

Народився в селі Гребенац (рум. Grebenaţ), Воєводина, Югославія (теперішня Сербія). Після закінчення середньої школи він був зарахований студентом філософського факультету Белградського університету. Продовжив навчання в Бухарестському університеті та у Відні. Під час Другої світової війни воював як партизан і був ув'язнений у німецькому концтаборі в місті Бечкерек (сьогодні Зренянин, Сербія).
Після війни в 1949 році Попа закінчив романську групу філософського факультету Белградського університету. Свої перші вірші він опублікував у журналі Književne novine (Літературний журнал) і в щоденній газеті Borba (Боротьба).
З 1954 по 1979 рік Васко Попа був редактором видавництва «Ноліт». У 1953 році він опублікував свою першу велику збірку віршів «Кора». Іншими його важливими творами є «Nepočin-polje» («Недоторкане поле», 1956), «Sporedno nebo» («Друге небо», 1968), «Uspravna zemlja» («Пряма земля», 1972), «Vučja so» («Вовча сіль», 1975) та «Od zlata jabuka» («Із золотого яблука», 1958), антологія сербської народної літератури. Його збірка «Зібрані вірші», 1943—1976, збірка в англійському перекладі зі вступним словом британського поета Теда Г'юза, з'явилася в 1978 році.
29 травня 1972 року Васко Попа заснував Літературний муніципалітет Вршац (Vršac) і створив бібліотеку листівок під назвою Slobodno lišće (Вільне листя). Того ж року його обрали членом Сербської академії наук і мистецтв.
Васко Попа був одним із засновників Академії наук та мистецтв Воєводини, створеної 14 грудня 1979 року в місті Новий Сад. Він є першим лауреатом премії Бранко (Brankova nagrada) за поезію, заснованої на честь поета Бранко Радичевича. У 1957 році Попа отримав ще одну нагороду за поезію — премію Змая (Zmajeva nagrada), яка вшановує поета Йована Йовановіча Змая. У 1965 році Попа отримав Австрійську державну премію з європейської літератури. У 1976 році він отримав поетичну премію Бранко Мільковича, у 1978 році югославську державну нагороду Антифашистської ради за національне визволення Югославії, а в 1983 — літературну премію Скендера Куленовича.
У 1995 році в місті Вршац було засновано поетичну премію імені Васко Попи. Нею щорічно нагороджували за найкращу книгу поезій, видану сербською мовою. Церемонія нагородження проводиться в день народження Попи, 29 червня.
Васко Попа помер 5 січня 1991 року в Белграді і похований у ряду видатних громадян на новому кладовищі Белграда. Він був добрим другом французького поета Алена Боске.

## Стиль
Васко Попа писав у стислому модерністському стилі, який багато в чому завдячує сюрреалізму та сербським народним традиціям (через вплив сербського поета Момчило Настасієвича) і зовсім нічого немає до соціалістичного реалізму, який панував у східноєвропейській літературі після Другої світової війни; насправді він був першим у післявоєнній Югославії, що розірвав із соціалістичним реалізмом. Він створив неповторну поетичну мову, переважно еліптичну, що поєднує сучасну форму, часто виражену через розмовну мову і загальні ідіоми та вирази, зі старими, усними народними традиціями Сербії — епічними та ліричними віршами, оповіданнями, міфами, загадками тощо. У його творчості змішуються земні та легендарні мотиви, міфи виходять на поверхню з колективної підсвідомості, спадщина та повсякденність перебувають у постійній взаємодії, а абстрактне відображається у специфічному та конкретному, утворюючи неповторну та надзвичайну поетичну діалектику.
Мексиканський поет та лауреат Нобелівської премії Октавіо Пас сказав: «Поети мають дар говорити за інших; Васко Попа мав дуже рідкісну якість чути інших».
Зібрані вірші у перекладі Енн Пеннінгтон зі вступним словом Г'юза є частиною «Серії поезій „Персея“ в перекладі», головний редактор Даніель Вайсборт. Літературознавець Джон Бейлі з Оксфордського університету зробив огляд книги в «The New York Review of Books» і написав, що Попа «один з найкращих європейських поетів, що пише сьогодні».
З часу його першої книги віршів «Кора», Васко Попа постійно набирав визнання і славу. Його поетичне досягнення — вісім книг віршів, написаних за 38 років — отримало широке визнання як у рідній країні, так і за її межами. Він є одним із найбільш перекладених сербських поетів і в той час став одним із найвпливовіших світових поетів.

## Твори
- Kora (Кора), 1953
- Nepočin polje (Недоторкане поле), 1956
- Sporedno nebo (Друге небо), 1968
- Uspravna zemlja (Пряма земля), 1972
- Vučja so (Вовча сіль), 1975
- Kuća nasred druma (Дім посеред дороги), 1975
- Živo meso (Сире м'ясо), 1975
- Rez (Жнива), 1981
- Gvozdeni sad (Залізний сад), незавершений

- Od zlata jabuka (Із золотого яблука), збірка народних віршів, казок, прислів'їв, загадок та прокльонів, вибраних із величезного обсягу югославської народної літератури, 1958
- Urnebesnik: Zbornik pesničkog humora, добірка сербської дотепності та гумору, 1960
- Ponoćno Sunce (Опівнічне сонце), поетичний світ сновидінь, 1962

Після смерті Васко Попа в його спадщині знайдена незавершена книга «Залізний сад», потім ціла «Гарне місто В», як і вінок з п'яти пісень під загальною назвою «Божевільний тюльпан» («Луді Лала»). Зі спадщини ще 19 віршів, як і книга заміток про живопис і художників «Котушка». У 2002 році у видавництві «КОВ» вийшла книга «Румунські та інші пісні», де були надруковані вірші, написані ним в молодості.